# Gebsattel
Gebsattel – miejscowość i gmina w Niemczech, w kraju związkowym Bawaria, w rejencji Środkowa Frankonia, w regionie Westmittelfranken, w powiecie Ansbach, wchodzi w skład wspólnoty administracyjnej Rothenburg ob der Tauber. Leży w paśmie Frankenhöhe, nad rzeką Tauber, około 27 km na północny zachód od Ansbachu, przy autostradzie A7.

## Dzielnice
W skład gminy wchodzą następujące dzielnice: 
- Gebsattel
- Kirnberg
- Bockenfeld

## Polityka
Struktura rady gminy:
|      | SPD/Zieloni | CSU/ Wolni Wyborcy | Razem     |
| 2002 | 6           | 7                  | 13 miejsc |

## Zabytki i atrakcje
- zamek Gebsattel (własność prywatna)
- Kościół pw. św. Laurentego (St. Laurentius)
- zajazd Zum Lamm